# تغییر

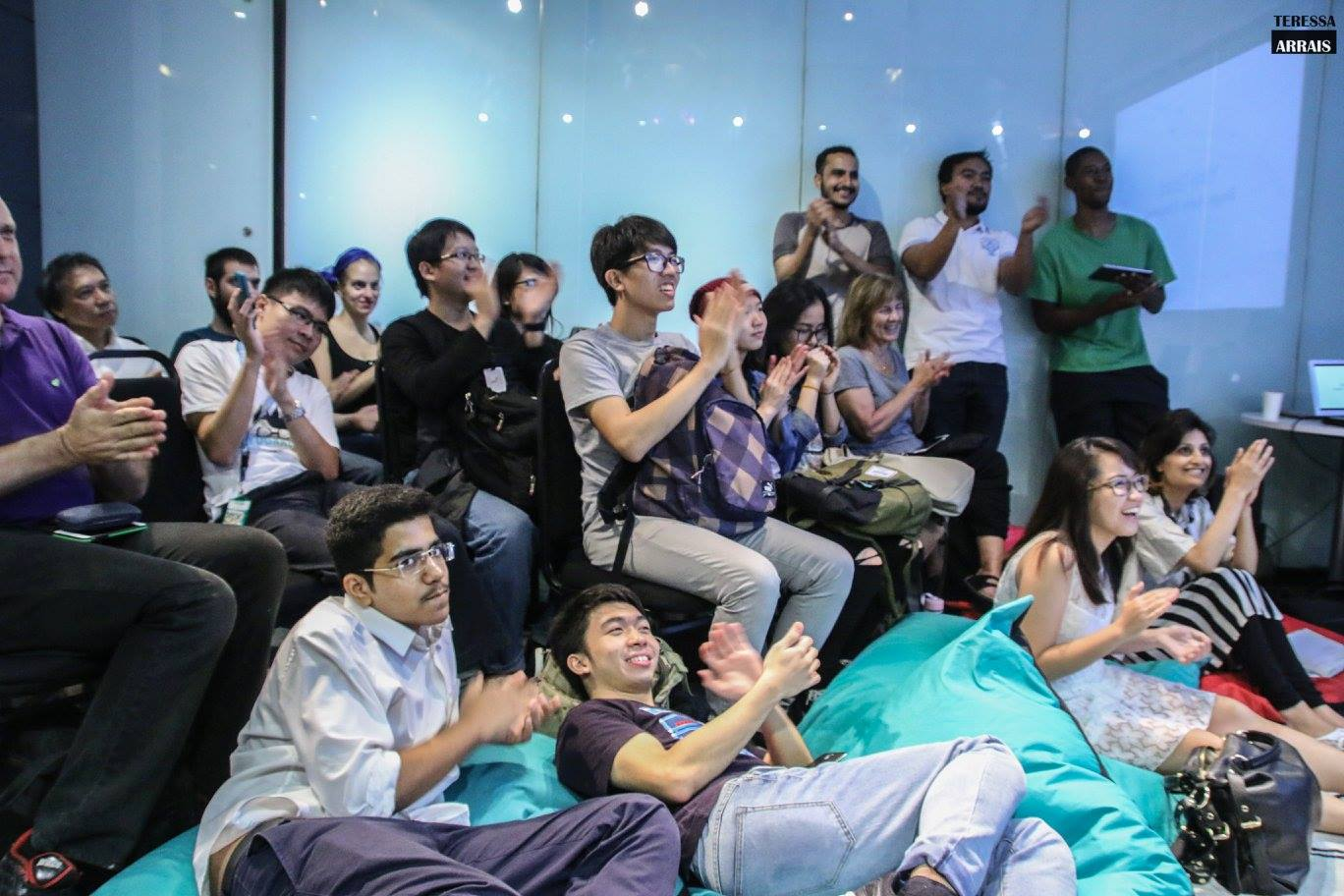
تغییر یا دگرگونی

تغییر یا دگرگونی، کیفیت ناپایداری و جریان، یک گذشته پرتحول داشته‌است. در فلسفه یونان قدیم، درحالی‌که هراکلیتوس دگرگونی را فراگیر و حاضرتر از همیشه دید، پارمنیدس مجازا وجود آن را انکار کرد.
اوید در یک نوشتار کلاسیک، چگونگی رفتار با تغییر را به صورت دگردیسی در فرضیه دگردیسی

اخترشناسی افلاطونی یک جهان ایستا و رؤیایی را بیان نمود، با تغییر نامنظم که به اجسام کروی بی‌اهمیت محدود شده‌است.
تفکر میانسده‌ای احترام زیادی برای رجوع به منابع و وحی قائل شده، قیود سختی برای تشویق دگرگونی قرار داد.
ایساک نیوتن و گوتفرید لایبنیتز برای ایجاد نمودن مدل‌های ریاضی دگرگونی، مفاهیم ریاضی را تحت کنترل حسابان درآوردند. این کار یک قدم بزرگ برای درک جریان و ناپایداری را فراهم کرد.
با رشد صنعتی شدن و سرمایه داری، اهمیت وابستگی به خلاقیت پدیدار گردید، و تحولات و فشارهای سیاسی و اجتماعی اغلب دگرگونیهایی را با انقلاب خشونت‌آمیز ایجاد کرد (مثل آمریکای شمالی در سده ۱۸ام و بعداً دنباله روها). در پایانه‌های سده بیستم تفکر بسیاری از بازرگانان و تازه به دوران رسیده‌ها مشتاقانه روی انتقال در مدیریت، به صورت عملی و نظری متمرکز شده بود، درحالی‌که نسبت به دگرگونی‌ها در جامعه و جغرافیای سیاسی تجاهل یا دلسوزی داشتند؛ و مدیسون اونیو در مقابل تکرار مناجات تحلیلی خود در مورد هوس تغییر، انعام دریافت می‌دارد: در دنیای با تغییرات سریع امروز، شما به... کالای X احترام یاج دارید.

## از دیدفرهنگ
عقاید فرهنگی برای دگرگونی خود در یکی از دو دسته زیر قرار می‌گیرد:
- نظریه‌ای که دگرگونی را، با فقدان جبر گرایی یا الهیات تصادفی می‌داند.
- نظریه‌هایی که دگرگونی را دوره می‌داند، که به‌وسیله آن یک شخصی انتظار روی دادن دوباره پیشامدی را دارد. این تفکر، اغلب در باورهای مشرق‌زمین مانند هندوگرایی و بوداگرایی دیده می‌شود، با این وجود در سده‌های میانه در اروپا بسیار هواخواه داشت، که اغلب در نگارشها از آن به نام چرخ آینده یاد می‌شود.
- نظریه اسلامی که دگرگونی را اختیاری و وابسته به اراده انسان‌ها می‌شناسد. دگرگونی ممکن است سازواره‌ها (ارگانیزم‌ها) یا سازمان‌هایی برای وفق دادن نیاز داشته باشد. رجوع کنید به تکامل.

هویت و دگرگونی و جهانی سازی را مقایسه کنید.
واژه ' تغییر' با توجه به مفهومش ممکن است در موارد دیگری مثل تبدیل پول، ترابری و غیره به معنی ویژه آن بکار رود.